# NGC 2860
NGC 2860 je galaksija u zviježđu Risu.

## Vanjske poveznice
- SEDS: NGC 2860